# Mitchell Weiser
Pour les articles homonymes, voir Weiser.
Mitchell-Elijah Weiser, né le 21 avril 1994 à Troisdorf en Allemagne, est un footballeur allemand qui joue au poste d'arrière droit au Werder Brême.

## Biographie
Mitchell Weiser est le fils de Patrick Weiser, également footballeur professionnel dans les années 1990. Sa mère est allemande d'origine algérienne.

### Carrière en club

#### Bayern Munich (2012-2015)
Le Bayern Munich décide, lors du mercato hivernal de 2013, de prêter son jeune joueur au FC Kaiserslautern jusqu'en juin.

#### Hertha Berlin (2015-2018)
Lors de l'été 2015, il quitte librement le Bayern Munich et rejoint le Hertha Berlin pour trois ans.

#### Bayer Leverkusen (depuis 2018)
Le 8 mai 2018, il signe avec le Bayer Leverkusen pour cinq ans. Il rejoint le club en juillet 2018. Il joue son premier match pour Leverkusen le 18 août 2018, à l'occasion d'une rencontre de coupe d'Allemagne face au 1. CfR Pforzheim. Il est titulaire et son équipe s'impose par un but à zéro. Le 29 septembre 2018, Weiser inscrit son premier but pour Leverkusen, lors d'une rencontre de championnat face au Borussia Dortmund. Il est titulaire et son équipe s'incline par quatre buts à deux ce jour-là.

#### Werder Brême
Le 31 août 2021, Mitchell Weiser est prêté par le Bayer Leverkusen au Werder Brême pour une saison.

### En sélection
Mitchell Weiser est sélectionné avec l'équipe d'Allemagne espoirs pour participer à l'Euro espoirs 2017. Les jeunes allemands se hissent jusqu'en finale, où ils affrontent l'Espagne. Weiser est titulaire au poste d'ailier droit ce jour-là et donne la victoire, et donc le titre à son équipe, en inscrivant le seul but de la rencontre (1-0).
Il annonce officiellement son désir de rejoindre l'équipe nationale algérienne .

## Statistiques

### En club
| Saison                | Club                     | Championnat           | Championnat | Championnat | Championnat | Coupe(s) nationale(s) | Coupe(s) nationale(s) | Coupe(s) nationale(s) | Compétition(s) continentale(s) | Compétition(s) continentale(s) | Compétition(s) continentale(s) | Compétition(s) continentale(s) | Play-offs | Play-offs | Play-offs | Total | Total | Total |
| Saison                | Club                     | Division              | M.          | B.          | P.d.        | M.                    | B.                    | P.d.                  | Comp.                          | M.                             | B.                             | P.d.                           | M.        | B.        | P.d.      | M.    | B.    | P.d.  |
| 2011-2012             | FC Cologne               | Bundesliga            | 1           | 0           | 0           | -                     | -                     | -                     | -                              | -                              | -                              | -                              | -         | -         | -         | 1     | 0     | 0     |
| 2012-2013             | Bayern Munich            | Bundesliga            | 0           | 0           | 0           | 1                     | 0                     | 0                     | C1                             | -                              | -                              | -                              | -         | -         | -         | 1     | 0     | 0     |
| 2013-2014             | Bayern Munich            | Bundesliga            | 3           | 0           | 0           | -                     | -                     | -                     | C1                             | 1                              | 0                              | 0                              | -         | -         | -         | 4     | 0     | 0     |
| 2014-2015             | Bayern Munich            | Bundesliga            | 13          | 1           | 4           | 1                     | 0                     | 0                     | C1                             | 2                              | 0                              | 0                              | -         | -         | -         | 16    | 1     | 4     |
| Sous-total            | Sous-total               | Sous-total            | 16          | 1           | 4           | 2                     | 0                     | 0                     | -                              | 3                              | 0                              | 0                              | -         | -         | -         | 21    | 1     | 4     |
| 2012-2013             | FC Kaiserslautern (prêt) | 2. Bundesliga         | 13          | 2           | 0           | -                     | -                     | -                     | -                              | -                              | -                              | -                              | 2         | 0         | 0         | 15    | 2     | 0     |
| 2015-2016             | Hertha Berlin            | Bundesliga            | 29          | 2           | 4           | 4                     | 0                     | 3                     | -                              | -                              | -                              | -                              | -         | -         | -         | 33    | 2     | 7     |
| 2016-2017             | Hertha Berlin            | Bundesliga            | 17          | 2           | 4           | 2                     | 2                     | 1                     | C3                             | 2                              | 0                              | 1                              | -         | -         | -         | 21    | 4     | 6     |
| 2017-2018             | Hertha Berlin            | Bundesliga            | 24          | 1           | 2           | 2                     | 1                     | 0                     | C3                             | 5                              | 0                              | 0                              | -         | -         | -         | 31    | 2     | 2     |
| Sous-total            | Sous-total               | Sous-total            | 70          | 5           | 10          | 8                     | 3                     | 4                     | -                              | 7                              | 0                              | 1                              | -         | -         | -         | 85    | 8     | 15    |
| 2018-2019             | Bayer Leverkusen         | Bundesliga            | 30          | 1           | 3           | 3                     | 0                     | 0                     | C3                             | 8                              | 1                              | 0                              | -         | -         | -         | 41    | 2     | 3     |
| 2019-2020             | Bayer Leverkusen         | Bundesliga            | 18          | 1           | 0           | 5                     | 0                     | 0                     | C1+C3                          | 3+2                            | 0                              | 0                              | -         | -         | -         | 28    | 1     | 0     |
| 2020-2021             | Bayer Leverkusen         | Bundesliga            | 5           | 1           | 0           | 0                     | 0                     | 0                     | C3                             | -                              | -                              | -                              | -         | -         | -         | 5     | 1     | 0     |
| 2021-2022             | Bayer Leverkusen         | Bundesliga            | 0           | 0           | 0           | 1                     | 0                     | 0                     | C3                             | -                              | -                              | -                              | -         | -         | -         | 1     | 0     | 0     |
| Sous-total            | Sous-total               | Sous-total            | 53          | 3           | 3           | 9                     | 0                     | 0                     | -                              | 13                             | 1                              | 0                              | -         | -         | -         | 75    | 4     | 3     |
| 2021-2022             | Werder Brême (prêt)      | 2. Bundesliga         | 24          | 2           | 2           | -                     | -                     | -                     | -                              | -                              | -                              | -                              | -         | -         | -         | 24    | 2     | 2     |
| 2022-2023             | Werder Brême             | Bundesliga            | 30          | 2           | 9           | 2                     | 2                     | 1                     | -                              | -                              | -                              | -                              | -         | -         | -         | 32    | 4     | 10    |
| 2023-2024             | Werder Brême             | Bundesliga            | 30          | 3           | 7           | 1                     | 0                     | 0                     | -                              | -                              | -                              | -                              | -         | -         | -         | 31    | 3     | 7     |
| 2024-2025             | Werder Brême             | Bundesliga            | 19          | 3           | 5           | 3                     | 0                     | 0                     | -                              | -                              | -                              | -                              | -         | -         | -         | 22    | 3     | 5     |
| Sous-total            | Sous-total               | Sous-total            | 103         | 10          | 23          | 6                     | 2                     | 1                     | -                              | -                              | -                              | -                              | -         | -         | -         | 109   | 12    | 24    |
| Total sur la carrière | Total sur la carrière    | Total sur la carrière | 258         | 21          | 40          | 25                    | 5                     | 5                     | -                              | 23                             | 1                              | 1                              | 2         | 0         | 0         | 308   | 27    | 46    |

## Palmarès

### Palmarès en club
| Bayern Munich (5) | Werder Brême                              |
| --- | ----------------------------------------- |
| - Bundesliga (2) : - Champion :2014 et 2015. - Coupe d'Allemagne (1) : - Vainqueur : 2014. - Supercoupe d'Allemagne (1) : - Vainqueur : 2012. - Coupe du monde des clubs (1) : - Vainqueur : 2013. | - 2. Bundesliga : - Vice-champion : 2022. |

### En équipe nationale
- Allemagne -17 ans
  - Troisième de la Coupe du monde des moins de 17 ans en 2011
  - Finaliste du championnat d'Europe des moins de 17 ans en 2011
- Allemagne espoirs
  - Vainqueur de l'Euro espoirs 2017